# Helene Wieruszowski
Helene Wieruszowski (* 13. Dezember 1893 in Elberfeld; † 9. November 1978 in Sorengo) war eine deutschamerikanische Historikerin.
Helene Wieruszowski entstammte dem wohlhabenden Bildungsbürgertum. Ihr Vater Alfred Ludwig Wieruszowski war Senatspräsident am Oberlandesgericht und später Honorarprofessor an der Universität zu Köln. Die Eltern konvertierten vom Judentum zum Protestantismus. Wieruszowski wurde protestantisch getauft und auch protestantisch erzogen. Ihre Kindheit verbrachte sie in Köln. 1912 legte sie am Humanistischen Mädchengymnasium in Köln die Reifeprüfung ab. Bereits als Schülerin beschloss sie sich dem Mittelalter und den Historischen Hilfswissenschaften zuzuwenden. 1913 begann sie das Studium der Geschichte, Germanistik und Philosophie an der Albert-Ludwigs-Universität Freiburg. Besonders nachhaltig wurde sie im Studium von Friedrich Meinecke geprägt. Sie wechselte schon nach zwei Semestern von Freiburg nach Heidelberg, dann nach Bonn und schließlich nach Berlin. In Bonn wurde ihr die Chance zur Promotion gegeben. 1918 promovierte sie in Bonn bei Wilhelm Levison mit der Arbeit Die Zusammensetzung des gallischen und fränkischen Episkopats bis zum Vertrag von Verdun. Von 1922 bis 1924 war sie Forschungsassistentin bei der Gesellschaft für Rheinische Geschichtskunde in Köln und von 1924 bis 1926 am Preußischen Historischen Institut in Rom. Ihr Wunsch nach einer Habilitation wurde von der Universität zu Köln abgelehnt. 
Von 1926 absolvierte sie eine Ausbildung als Bibliothekarin an der Preußischen Staatsbibliothek in Berlin. Als Bibliothekarin ging sie 1928 an die Bonner Universitätsbibliothek. Im Jahr 1933 wurde sie zunächst beurlaubt und zum 1. Februar 1934 entlassen. Ihre Versuche, auf eine unbezahlte Stelle bei den Monumenta Germaniae Historica oder auf eine Anstellung bei einem deutschen Forschungsinstitut im Ausland zu gelangen, blieben erfolglos. Es folgten Jahre intensiver Forschung in Barcelona und Madrid (1934–1938) und in Florenz seit 1938. Im Jahr 1940 emigrierte sie in die USA. Dort lehrte sie an verschiedenen Universitäten. Sie wurde 1949 Professorin für Geschichte am City College New York und erreichte damit das Ziel, das ihr in Deutschland verweigert wurde. Zunächst lehrte sie dort als Assistant und später als Associate Professor. Im Jahr 1961 wurde sie emeritiert und führte ihre Forschungen über Politik und Kultur im mittelalterlichen Spanien und Italien fort. Sie ging 1971 nach Europa zurück und ließ sich in Lugano nieder.
Helene Wieruszowski schrieb an einem für ein breiteres Publikum bestimmtem Werk über Karl den Großen mit und verfasste ein Buch über die mittelalterliche Universität. Wichtige Aufsätze, die schwerpunktmäßig die mediterrane Expansion Aragons nach Sizilien, vor allem die Vorgeschichte der Sizilianischen Vesper, und die italienische Kultur im Zeitalter Dantes behandeln, vereinigt der 1971 erschienene Sammelband Politics and culture in Medieval Spain and Italy. Aus ihren Studien zur Ars dictaminis erwuchs der Beitrag über die Gleichsetzung von rex und tyrannus, den Tyrannen der sizilischen Magna Graecia, bei der Königserhebung Rogers II. von Sizilien.

## Schriften (Auswahl)
- Politics and culture in Medieval Spain and Italy. Rom 1971.
- Vom Imperium zum nationalen Königtum. Vergleichende Studien über die publizistischen Kämpfe Kaiser Friedrichs II. und König Philipps des Schönen mit der Kurie. Aalen 1965 (Neudr. der Ausg. München 1933).